# USS Sands (DD-243)
Za druga plovila z istim imenom glejte USS Sands.
USS Sands (DD-243) je bil rušilec razreda Clemson v sestavi Vojne mornarice Združenih držav Amerike.
Rušilec je bil poimenovan po Jamesu H. Sandsu.